# Camera verde (film)
Camera verde (titlu original: în engleză Green Room) este un film american thriller⁠(d) de groază din 2015 regizat de Jeremy Saulnier. Rolurile principale au fost interpretate de actorii Anton Yelchin, Imogen Poots, Alia Shawkat, Joe Cole, Callum Turner și Patrick Stewart. Filmul prezintă o trupă punk care se trezește atacată de skinheads⁠(d) neonaziști după ce a asistat la o crimă într-un club îndepărtat din Pacific Northwest⁠(d). Filmul a apărut din dorința lui Saulnier de a regiza un thriller care are loc într-o cameră verde.
Filmările au început în octombrie 2014 în Portland, Oregon. În 2015, filmul a fost prezentat la Festivalul de Film de la Cannes. Lansarea în cinematografe a început cu o difuzare limitată la 15 aprilie 2016, iar filmul a fost lansat pe scară largă la 13 mai.

## Rezumat
Pat, Sam, Reece și Tiger sunt membrii unei trupe punk, Ain't Rights, care călătorește prin Pacific Northwest. După ce concertul lor este anulat, gazda unui show local de radio, Tad, le organizează un concert prin vărul său, Daniel, la un bar skinhead neo-nazist dintr-o pădure din afara Portlandului, în deschiderea trupei de metal nazistă Cowcatcher.
După concert, Pat se întoarce în camera verde pentru a lua telefonul lui Sam. El vede cadavrul unei fete, Emily, care a fost înjunghiată mortal de Werm, un membru al Cowcatcher. Pat sună la poliție, dar angajații barului Gabe și Big Justin ia telefoanele trupei și îi țin prizonieri în camera verde. Gabe plătește un skinhead pentru a-l înjunghia pe altul pentru a crea o poveste de acoperire pentru poliția care răspunde la apelul de urgență⁠(d). El se consultă cu proprietarul barului și liderul skinhead, Darcy, care decide să omoare trupa pentru a elimina martorii.
Trupa îl învinge pe Big Justin și îl ține ostatic, luându-i din buzunar un cutter și pistolul din mână. Ei negociază prin ușă cu Darcy, care le cere să predea pistolul. Pat este de acord, dar când deschide ușa, prietena lui Emily, Amber, își dă seama că este o capcană. Darcy și oamenii lui lovesc cu macete brațul lui Pat până când acesta scăpa pistolul, dar el închide ușa. Big Justin atacă trupa, dar Reece îl sufocă până la inconștiență. Când Big Justin îl surprinde pe Reece trezindu-se din nou, Reece îl sufocă din nou pe Big Justin și Amber îl taie cu un cutter pentru a confirma că este mort.
Căutând o cale de ieșire, trupa descoperă un laborator de droguri sub camera verde, dar singura ieșire este blocată dinspre exterior. Înarmându-se cu arme improvizate, ies din camera verde în clubul gol. Un skinhead, Clark, dezlănțuie un câine de atac asupra lor și îl ucide pe Tiger. Amber și Pat alungă câinele cu feedbackul microfonului. Reece scapă printr-o fereastră, dar este bătut până la moarte de un skinhead.
Pat, Amber și Sam se retrag în camera verde. Darcy îl trimite pe Daniel în club pentru a ucide trupa, despre care Darcy susține că a ucis-o pe Emily. Amber îi spune lui Daniel că Werm a ucis-o pe Emily după ce a descoperit că Daniel și Emily plănuiau să părăsească banda de skinhead. Daniel acceptă să-i ajute să scape și duce trupa în club, unde este împușcat mortal de barman. Grupul îl ucide pe barman și îi ia pușca, dar câinele lui Clark îl ucide pe Sam. Oamenii lui Darcy o rănesc pe Amber, care fuge înapoi în camera verde cu Pat.
Darcy îi trimite pe skinhead-ii Jonathan și Kyle să-i ucidă pe Pat și Amber, iar el pleacă cu cadavrele, plănuind să le însceneze moartea pentru a părea ca și cum ar fi fost uciși prin încălcarea proprietății. Pat îl atrage pe Jonathan în laboratorul de droguri, în timp ce Kyle rămâne în camera verde. Amber îl împușcă pe Kyle și îi taie gâtul cu cutterul. În timp ce Pat se luptă cu Jonathan, Amber se furișează și îl împușcă. Gabe intră în camera verde pentru a-și găsi tovarășii morți și se predă lui Pat și Amber.
Ținându-l pe Gabe sub amenințarea armei, grupul merge prin pădure. Când Pat îi aude pe Darcy și oamenii săi aranjând scena crimei, el și Amber merg după ei. Gabe se oferă voluntar să intre într-o fermă și să cheme poliția. Pat și Amber îi ucid pe Clark și un alt skinhead. Fugind, Darcy scoate un revolver din jachetă, dar este împușcat mortal de Pat și Amber. Pat și Amber stau pe marginea drumului și așteaptă poliția.

## Distribuție
- Anton Yelchin – Pat, basistul trupei Ain't Rights
- Imogen Poots – Amber, prietena lui Emily
- Alia Shawkat – Sam, chitaristul trupei Ain't Rights
- Joe Cole – Reece, bateristul trupei Ain't Rights
- Callum Turner – Tiger, cântărețul trupei Ain't Rights
- Patrick Stewart – Darcy Banker, liderul skinhead-urilor
- Mark Webber – Daniel, un skinhead și vărul lui Tad într-o relație cu Emily
- Eric Edelstein – Big Justin, skinhead bouncer
- Macon Blair – Gabe, skinhead și angajat al clubului
- Kai Lennox – Clark, un skinhead și crescător de câini de luptă
- David W. Thompson – Tad, gazdă radio și promotor
- Brent Werzner – Werm, membru al Cowcatcher
- Taylor Tunes – Emily, skinhead și prietena lui Amber
- Samuel Summer – Jonathan, skinhead
- Mason Knight – Kyle, skinhead
- Colton Ruscheinsky – Alan, skinhead
- Jacob Kasch – barman
- Thomas Bell – bărbat cu telefon mobil